# Brokopondo
Brokopondo è una città del Suriname, capoluogo del distretto del Brokopondo.
È situata sulla riva sinistra del fiume Suriname a nord della diga di Afobaka.